# Say the Word
Say the Word – osiemnasty singel Namie Amuro wydany przez wytwórnię avex trax oraz Rhythm Republic. Singel był na #3 pozycji w rankingu Oricon, gdzie utrzymywał się przez jedenaście tygodni. sprzedano wtedy  183 840 kopii. Piosenki z singla zostały wykorzystane w reklamach japońskiej filmy kosmetycznej Kose. Namie Amuro, która brała w nich udział reklamowała wodoodporną szminkę Luminus.

## Teledysk
Teledysk Say the Word został wyreżyserowany przez Masashi Muto. został nakręcony w Japonii. Film otwiera wyjście Amuro z autobusu. Piosenka zaczyna się, gdy siada i kładzie słuchawki. Główna scena teledysku to moment, gdy Amuro tańczy wraz z czterema kobietami i czterema mężczyznami. Końcowe sceny zostały nakręcony  w złotym  kadilaku na otwartej drodze.

## Lista utworów
CD
| 1. | Say the Word                            | 3:58  |
|    |                                         |       |
| 2. | Let's Not Fight                         | 4:14  |
|    |                                         |       |
| 3. | Say the Word (Breeze House Mix)         | 5:46  |
|    |                                         |       |
| 4. | Say the Word (wersja instrumentalna)    | 6:41  |
|    |                                         |       |
| 5. | Let's Not Fight (wersja instrumentalna) | 6:41  |
|    |                                         |       |
|    |                                         | 27:20 |
|    |                                         |       |
Płyta Winylowa Strona A
| 1. | Say the Word (Breeze House Mix) |  |
|    |                                 |  |
| 2. | Say the Word (Clappy Mix)       |  |
|    |                                 |  |
Płyta Winylowa Strona B
| 1. | Say the Word    |  |
|    |                 |  |
| 2. | Let's Not Fight |  |
|    |                 |  |

## Wystąpienia na żywo
- 6 sierpnia 2001 - Hej! Hey! Hej! Music Champ
- 7 sierpnia 2001 - AX Music Factory
- 10 sierpnia 2001 - Music Station
- 25 sierpnia 2001 - Pop Jam Summer Special
- 30 sierpnia 2001 - Utaban
- 6 grudnia 2001 - FNS Music Festival
- 19 grudnia 2001 - Best Artist 30
- 24 grudnia 2001 - Hej! Hey! Hej! Music Champ X'mas Special Live V
- 28 grudnia 2001 - Music Station Special Super Love 2001
- 31 grudnia 2001 - 52th Kōhaku Uta Gassen
- 1 stycznia 2002 - A happy music year
- 25 maja 2002 - MTV Video Awards Japan 2002
- 28 lipca 2002 - Music Fest Peace of RyuKyu
- 29 września 2002 - Asia Music Festival 2002
- 21 grudnia 2002 - MTV cool X'mas
- 1 stycznia 2003 - CDTV Special Live 2002-2003
- 8 lutego 2003 - Pop Jam Special

## Personel
- Namie Amuro - wokal, wokal wspierający
- Hiroko Ishikawa – Tancerz
- IYO-P – Tancerz
- Shinnosuke Motoyama – Tancerz
- Yumeko – Tancerz

## Produkcja
- Producenci - Ronald Malmberg, Thomas Johansson
- Aranżacja  – Kazuhiro Hara, Keiichi Ueno, Cobra Endo
- Miksowanie – Eddie Delena
- Reżyser - Masashi Muto

## Oricon
| Diagram                                                    | Pozycja |
| ---------------------------------------------------------- | ------- |
| Dzienny diagram Oricon (w pierwszym dniu sprzedaży)        | #2      |
| Tygodniowy diagram Oricon (w pierwszym tygodniu sprzedaży) | #3      |
| Miesięczny diagram Oricon (w pierwszym miesiącu sprzedaży) | #13     |
| Roczny diagram Oricon                                      | -       |